# سعد الشعلاني
سعد الشعلاني كاتب وصحفي وشاعر مارس الصحافة من خلال مجموعة من الصحف منها جريدة الأنباء، جريدة الرآي، جريدة القبس، يكتب أعمدة أسبوعية في بعض الصحف الخليجية، طرحت إحدى الشركات عطر باسم سعد الشعلاني، الشعر: شارك في العديد من الأمسيات الشعرية أصدر ديوان صوتي قدم العديد من الكليبات افتتح أول مدرسة لتعليم الشعر سجل براءة اختراع لبرنامج كمبيوتر قادر على وزن الشعر هو صاحب شركة كلمات للإنتاج الفني والخدمات الإعلامية Saad alshalani General Manager of the words of Media Services Director of the Office Rotana Gulf in Kuwait Musician Television director And more.